# Karl von Reitzenstein (Dramatiker)
Karl Freiherr von Reitzenstein (* vor 1792; † nach 1795) war ein deutscher Dramatiker.

## Leben
Die Identität des Dramatikers ist bisher nicht eindeutig geklärt, genaue Lebensumstände sind unbekannt.
Eines von Reitzensteins Stücken ist das Trauerspiel Die Negersclaven von 1793: Unter Führung des englischen Plantagenbesitzers Donald bricht ein Sklavenaufstand los. Er muss aber erkennen, dass Anarchie der falsche Weg aus der Unterdrückung ist, denn kurz darauf trifft die Nachricht ein, dass das englische Parlament die schrittweise Abschaffung der Sklaverei beschlossen hat. Die späte Erkenntnis kann den tragischen Verlauf nicht mehr verhindern.

## Werke
- Graf Königsmark (Trauerspiel), 1792
- Die Negersclaven (Trauerspiel), 1793 (Digitalisat) (Edition [2020])
- Reise nach Wien, 1795 (Digitalisat)